# Erik Eggers

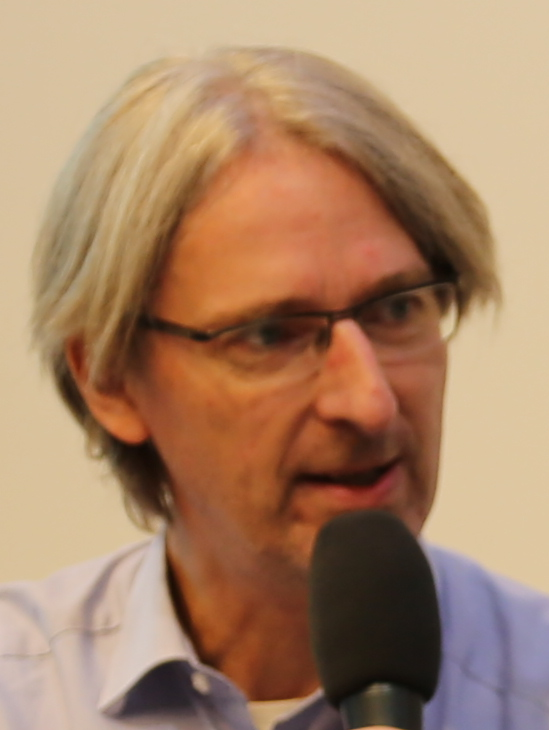
Erik Eggers auf der Frankfurter Buchmesse 2016

Erik Eggers (* 10. Oktober 1968 in Hollingstedt bei Schleswig) ist ein deutscher Historiker, Autor und Sportjournalist.

## Biografie
Eggers studierte in Kiel und Köln sowie an der Deutschen Sporthochschule Köln die Fächer Geschichte, Sportgeschichte und Volkswirtschaftslehre. Er arbeitete bis 2001 als wissenschaftlicher Assistent am Historischen Seminar der Universität Bonn und ist als freier Journalist, Historiker und Verleger tätig. Eggers publiziert vor allem Bücher aus dem Bereich Handball, Fußball und Schwimmen. Seine journalistischen Arbeiten wurden mehrfach ausgezeichnet.
Seine Recherchen zum Korruptionsskandal bei der asiatischen Qualifikation für das olympische Handballturnier 2008 in Peking sorgten dafür, dass das Turnier wiederholt werden musste. Im Herbst 2022 enthüllte er im Spiegel den Skandal um den Frauentrainer André Fuhr, in dessen Folge der Deutsche Handballbund eine Aufklärungskommission einsetzte. Er zählte zu der Autorengruppe der Humboldt-Universität, die 2013 die Studie Doping in Deutschland publizierte und damit eine große sportpolitische Debatte auslöste, die am Ende in das Anti-Doping-Gesetz mündete. 
Im Sommer 2024 überarbeitet er im Auftrag der Stiftung Deutsche Sporthilfe und des Verbandes Deutscher Sportjournalisten (VDS) die Biografien von 13 Mitgliedern der Hall of Fame des deutschen Sports, nachdem der Historiker Armin Jäger kritisiert hatte, die NS-Vergangenheit werde in den betreffenden Biografien verschwiegen bzw. ausgeblendet. Zudem gehörte er neben renommierten Sporthistorikern wie Hans Joachim Teichler und Manfred Lämmer einer fünfköpfigen Expertengruppe an, die Handlungsempfehlungen über den Verbleib der Mitglieder der Hall of Fame erarbeiten sollte.

## Publikationen
- Erik Eggers: Der VfL Gummersbach. Die Chronik. Verlag Die Werkstatt, Göttingen 2015, ISBN 978-3-7307-0199-7 (238 Seiten).
- Erik Eggers, Wolf Paarmann (Hrsg.): THW Kiel. Die Zebras Verlag Die Werkstatt, Göttingen 2014, ISBN 978-3-7307-0137-9 (238 Seiten).
- Giselher Spitzer, Erik Eggers, Holger Jens Schnell, Yasmin Wisniewska: Siegen um jeden Preis. Doping in Deutschland: Geschichte, Recht, Ethik 1972–1990. Verlag Die Werkstatt, Göttingen 2014, ISBN 978-3-7307-0077-8 (448 Seiten).
- Erik Eggers: Fußball in der Weimarer Republik. Agon Sportverlag, Kassel 2001, ISBN 3-89784-174-6 (199 Seiten).
- Dietrich Schulze-Marmeling (Hrsg.), Erik Eggers: Davidstern und Lederball: Die Geschichte der Juden im deutschen und internationalen Fußball. Verlag Die Werkstatt, Göttingen 2008, ISBN 3-89533-407-3 (509 Seiten).
- Erik Eggers: Die Stimme von Bern: Das Leben von Herbert Zimmermann, Reporterlegende bei der WM 1954. Wißner Verlag, Augsburg 2004, ISBN 3-89639-423-1 (284 Seiten).
- Erik Eggers (Hrsg.): Handball. Eine deutsche Domäne. 3., aktualisierte und vollständig überarbeitete Auflage, Verlag Die Werkstatt, Göttingen 2014, ISBN 978-3-7307-0085-3 (464 Seiten).
- Erik Eggers: Böhme: Eine deutsch-deutsche Handballgeschichte. Verlag Die Werkstatt, Göttingen 2008, ISBN 978-3-89533-604-1 (255 Seiten).
- Erik Eggers (Hrsg.): Schwarz und Weiß: Die Geschichte des Rekordmeisters THW Kiel. Verlag Die Werkstatt, Göttingen 2008, ISBN 978-3-89533-619-5 (448 Seiten).
- Erik Eggers u. a.: TV Großwallstadt: Vom Turnen zum Spitzenhandball. Logo Verlag, Obernburg am Main 2012, ISBN 978-3-939462-18-7 (200 Seiten).
- Erik Eggers: Der Mensch als Fisch. Die Abenteuer von Otto Kemmerich, friesischer Schwimmpionier. Verlag Eriks Buchregal, Kellinghusen 2020, ISBN 978-3-9818798-4-1 (128 Seiten).
- Erik Eggers (mit André Wiersig): Nachts allein im Ozean. Mein Weg durch die Ocean’s Seven. Verlag Eriks Buchregal, Kellinghusen 2019, ISBN 978-3-9818798-2-7 (160 Seiten).
- Erik Eggers (mit André Wiersig): Helgoland. Kann man da hinschwimmen? Verlag Eriks Buchregal, Kellinghusen 2022, ISBN 978-3-9818798-6-5 (160 Seiten).
- Erik Eggers: Mythos ’78. Der Triumph der deutschen Handballer bei der WM 1978. Verlag Eriks Buchregal, Kellinghusen 2017, ISBN 978-3-9818798-1-0 (176 Seiten).
- Erik Eggers (mit Arnulf Beckmann): 50 Jahre Handball-Bundesliga. Die Erfolgsgeschichte von 1966 bis 2016. Verlag Die Werkstatt, Göttingen 2016, ISBN 978-3-7307-0283-3 (348 Seiten).
- Erik Eggers: Handballhelden. Verlag Die Werkstatt, Göttingen 2018, ISBN 978-3-7307-0419-6 (142 Seiten).
- Erik Eggers (mit André Bialk): Die „Affäre Eidinger“. Zur Premiere des Profifußballs auf dem europäischen Kontinent 1920. In: Stadion. Internationale Zeitschrift für Geschichte des Sports, 44 (2020), ISSN 0172-4029, Heft 2, S. 255–299.
- Erik Eggers: Erfinder, Wunderschwimmer, Löwendompteur: Der Husumer Abenteuer Otto Kemmerich (1886–1952). In: Beiträge zur Husumer Stadtgeschichte, Heft 18 (2022), ISSN 1611-0382, S. 181–220.
- Erik Eggers: Das Goldene Buch des deutschen Handballs. Verlag Eriks Buchregal, Kellinghusen 2023, ISBN 978-3-9818798-7-2 (376 Seiten).
- Erik Eggers: Schicksalstage in Madrid: Zur Renaissance des olympischen Handballs. In Stadion. Internationale Zeitschrift für Geschichte des Sports, 44 (2024), ISSN 0172-4029, Heft 1, S. 76–98.